# Телепортация
Телепорта́ция (др.-греч. τῆλε «далеко» + лат. portare «нести») — гипотетическое изменение координат объекта (перемещение), при котором траектория объекта не может быть описана математически непрерывной функцией времени. Наблюдается квантовая телепортация, но также были описаны несколько других видов телепортации (дырочная телепортация).
Термин введён в 1931 году американским писателем Чарльзом Фортом.

## Телепортация в академических теориях и публикациях
В академических публикациях термином «телепортация» чаще всего пользуются в контексте копирования свойств исходного объекта. Такая традиция пришла из ранней научной фантастики (см. Транспортный луч), в которой такой способ был единственным наукообразным способом представить действие телепортации.

### Квантовая телепортация
Квантовая телепортация — яркий пример использования термина «телепортация» в узком академическом смысле. Здесь сами объекты не переносятся, из-за чего смысл употребления термина может ввести неподготовленного человека в заблуждение. Если разобрать опыт с квантовой телепортацией по сути, то в нём лишь переносятся свойства (к примеру, значение спи́на) частицы А на точно такую же частицу Б, находящуюся в некотором удалении.

## Телепортация в массовой культуре

### Телепортация в фантастической литературе
Основная статья: Телепортация в фантастике
Самая ранняя записанная история о «передатчике материи» была «Человек без тела» Эдварда Пейджа Митчелла в 1877 году.
В фантастической литературе используются следующие термины:
- Порталы — чаще всего применяются в фэнтези и фэнтези-играх и фильмах как один из элементов быстрого перемещения по местности. Могут быть как природными, так и созданными искусственно.
- Паранормальное воздействие с помощью магии (или паранормальных способностей).
- Транспортный луч — способ для телепортации объекта, когда проводится его сканирование вплоть до положения атомов, затем оригинал дематериализуется (или он дематериализуется во время сканирования[3]), а информация отсылается электромагнитной передачей (или какой-либо другой, гипотетической или вымышленной) в машину, которая заново собирает — материализует — объект на месте прибытия. Вышедший в 1958 году фильм «Муха» наглядно демонстрирует, что может произойти, если процесс телепортации данного типа пойдёт неправильно.

### Критика транспортного луча
Несмотря на то, что такая технология, в принципе, вполне возможна, она не передаёт оригинал, а создаёт его копию(-и) в приёмнике, даже несмотря на то, что сами атомы (или ионы) везде идентичны друг другу. Согласно научной (материалистической) точке зрения, сознание неотделимо от тела и является порождением динамических атомных взаимодействий в нём. Эти соображения, на первый взгляд, открывают дорогу техническому «переносу» личности, но тут есть значительное число возможных проблем и парадоксов (идентичности копий и оригинала, «преемственности» копии и оригинала, создания «дублей» или «резервов» на случай внезапной смерти и т. д.), подробно рассмотренных Станиславом Лемом в «Сумме технологии». Даже если оригинал постепенно уничтожается в ходе считывания, он именно уничтожается, так как разрушается динамическая структура мозга (динамика химических реакций), то есть жизнь. Кроме того, согласно квантовой теореме о запрете клонирования, невозможно создать идеальную копию произвольного неизвестного квантового состояния (в данном случае, суммы состояний атомов и ионов живого мозга), поэтому, если рассматривать маргинальную гипотезу квантовой природы сознания, то, вероятно, дублирование сознания невозможно, хотя, если квантовые процессы не слишком существенны для сознания, то достаточно будет и неточного копирования, равно как и в случае, если они для него вообще несущественны. Также существуют неразрешимые пока на практике парадоксы в близких к «телепортации по лучу» областях: «обратимой смерти» (например, при сохранении мозга методами крионики, однако пока неизвестно, возможно ли оживление после этого) и преемственности жизни оригинала, разрушенного в результате считывания, но затем восстановленного даже из физически сохранённых (в специальной ёмкости) ранее составлявших его атомов. В итоге Лем всё-таки делает вывод, что «продолжение существования определяется не количеством аналогичной информации, а генидентичностью (то есть единством генезиса) динамической структуры мозга даже при значительных её изменениях в течение жизни человека.».
Вопросы аутентичности неотличимой копии не имеют смысла в контексте собственности на перемещаемый неживой предмет, так как неотличимая копия есть адекватная замена. Не имеют они смысла и в научном контексте. Квантовый же запрет на клонирование можно обойти за счёт того, что частица оригинала в идентичном состоянии к моменту создания копии уже не существует. Но при перемещении живых организмов эти же вопросы становятся важными этическими и философскими проблемами.